# Лёкшмозеро
Лёкшмозеро — крупное озеро в Печниковском сельском поселении Каргопольского района Архангельской области. Относится к Двинско-Печорскому бассейновому округу (бассейн реки Онега). Площадь 54,4 км². Площадь водосборного бассейна — 197 км². Высота над уровнем моря — 156 м. Не имеет ни одного острова.
По западному берегу озера проходит дорога Р2 (участок Пудож — Каргополь). На западном берегу находится деревня Орлово, на северном — Морщихинская.
Крупных притоков озеро не имеет. Из Лёкшмозера вытекает река Лёкшма, соединяющая его с озером Лача.

## История
Ранее озеро относилось к Каргопольскому уезду.